# Francesco Verso
Francesco Verso (Bologna, 29 marzo 1973) è uno scrittore, curatore editoriale e traduttore italiano.

## Biografia
Laureato in economia e commercio, indirizzo ambientale, presso l'Università degli studi Roma Tre nel 2001, inizia a lavorare per l'IBM nella divisione personal computer dove resta fino al 2005. Fino al 2008 lavora per la multinazionale cinese di PC Lenovo.
Inizia a scrivere nel 1996, prima poesie e poi il romanzo Antidoti umani, finalista al premio Urania Mondadori nel 2004. Nel 2008 ottiene una menzione speciale al premio internazionale di poesia "Mario Luzi", quindi nel 2009 vince il premio Urania con Il fabbricante di sorrisi, pubblicato nella collana Urania con il titolo e-Doll.
Nel 2010 completa il terzo romanzo Livido e una serie di racconti tra cui Flush e La morte in diretta di Fernando Morales. Nel 2012 vince il premio Odissea con Livido.
Nel 2014 Livido ottiene il trofeo Cassiopea e il premio Italia come miglior romanzo di fantascienza italiano; i diritti del libro sono stati acquisiti dall'editore australiano Xoum, che lo pubblica con il titolo Livid.
Dal 2011 al 2013 collabora con Kipple Officina Libraria come co-direttore della collana Avatar. Nel 2014 fonda l'etichetta Future Fiction, dedicata alla narrativa fantastica internazionale.
Nel 2015 vince per la seconda volta il Premio Urania, con Bloodbusters (ex aequo con L'impero restaurato di Sandro Battisti). Nel 2019 ottiene il Premio Italia come miglior curatore per le antologie Future Fiction e il premio Dragone d'oro alla convention Refesticon in Montenegro.

## Opere

### Romanzi
- Antidoti umani, Diversa Sintonia, 2009, ISBN 9788896086049.
  -  Antidoti umani, Kipple Officina Libraria, 2011, ISBN 9788895414843.
- e-Doll, collana Urania, n. 1552, Mondadori, 2009.
  -  e-Doll, Kipple Officina Libraria, 2012, ISBN 9788895414867.
  -  e-Doll, collana Future Fiction, Mincione Edizioni, 2015.
- Livido, collana Odissea Fantascienza, n. 20, Delos Books, 2013, ISBN 9788865304099.
  - (EN) Livid, Xoum Publishing, 2014, ISBN 9781921134302.
  - (EN) Nexhuman, Apex Book Company, 2018, ISBN 9781937009656.
- Bloodbusters, in Il sangue e l'impero, collana Urania, n. 1624, Mondadori, 2015.
  -  Bloodbusters, Future Fiction, 2020, ISBN 9791281937086.
  - (EN) BloodBusters, Luna Press Publishing, 2020, ISBN 9781911143970.
- I camminatori, Vol. 1 – I Pulldogs, Future Fiction, 2018.
- I camminatori, Vol. 2 – No/Mad/Land, Future Fiction, 2019.

### Racconti
- La spirale del silenzio, in Robot, n. 58, Delos Books, 2009.
- Flush, collana Avatar Capsule, n. 3, Kipple Officina Libraria, 2010.
  -  Flush, in iComics, n. 4, Kawama Editoriale, 2010.
  -  Flush, in 50 sfumature di sci-fi, La Mela Avvelenata, 2013.
- Sogno di un futuro di mezza estate, collana Avatar eCaspule, n. 7, Kipple Officina Libraria, 2011.
- Italianski, tikaj, tikaj, in Scritto… e mangiato. Racconti di vita e di sapori, Giulio Perrone LAB, 2011.
- 12 centesimi, in iComics, n. 14, Kawama Editoriale, 2012.
- Due mondi, collana Future Fiction, Mincione Edizioni, 2014.
- Giuseppe Panella e Luca Ortino (a cura di), Formattazioni celesti, in I sogni di Cartesio, Edizioni della Vigna, 2013.
- Il livello dell'assassino, in FantasyMagazine, n. 8, Delos Books, 2013.
- La morte in diretta di Fernando Morales, Graphe.it Edizioni, 2011, ISBN 9788897010128.
  -  La morte di Fernando Morales, collana Future Fiction, Mincione Edizioni, 2015.
- Francesco Grasso, Massimo Mongai e Marco Minicangeli (a cura di), Italianskij tikaj tikaj, in Ma gli androidi mangiano spaghetti elettrici?, Edizioni della Vigna, 2015.
- Giovanni De Matteo (a cura di), Bloodbusters, in NexStream. Oltre il confine dei generi, Kipple Officina Libraria, 2015.
- iMate, collana Future Fiction, Mincione Edizioni, 2018.

#### Racconti tradotti in inglese
- (EN) Flush, Future Fiction, 2014.
- (EN) Two Worlds, Future Fiction, 2014.
  - (EN) Two Worlds, in International Speculative Fiction, n. 5, 2014.
- (EN) Fernando Morales, This Is Your Death!, Future Fiction, 2015.
- (EN) Celestial Formatting, in Chicago Quarterly Review, 2015.

### Traduzioni (a cura di Verso)
- Michalis Manolios, Aethra / L'altra mamma, collana Future Fiction, Mincione Edizioni, 2014, ISBN 9788898425167.
- Robert J. Sawyer, La mano servita, collana Future Fiction, Mincione Edizioni, 2014, ISBN 9788898425174.
- James Patrick Kelly, La casa di Bernardo, collana Future Fiction, Mincione Edizioni, 2014, ISBN 9788898425181.
- Cristian M. Teodorescu, Big Bang Larissa / Caso 74, collana Future Fiction, Mincione Edizioni, 2014, ISBN 9788898425198.
- Efe Tokunbo, Risoluzione 23, collana Future Fiction, Mincione Edizioni, 2014, ISBN 9788898425204.
- David Marusek, Eravamo pazzi di gioia, collana Future Fiction, Mincione Edizioni, 2014, ISBN 9788898425211.
- Ken Liu, Mono no Aware e altre storie, collana Future Fiction, Mincione Edizioni, 2015, ISBN 9788898425259.
- Cixin Liu, Le bolle di Yuanyuan, collana Future Fiction, Mincione Edizioni, 2016, ISBN 9788899423049.

### Adattamenti teatrali
- Formattazioni celesti, in The Milky Way, regia di Katiuscia Magliarisi, Chiara Condrò e Simone de Filippis, 2014.
- La morte in diretta di Fernando Morales, in The Milky Way, stesso allestimento, 2014.
- e-Doll, riduzione per il festival Da Mieli a Queer, 2015 (scena del «Dungeon»).

### Audiolibri
- Flush, collana Fantastica vol. 1, L.A. Case Production, febbraio 2013 (CD audio, senza ISBN).

### Saggi
- Francesco Verso, Tre utopie letterarie, in Emmanuele Pilia (a cura di), Citymakers: Come la fantascienza crea le città, collana Libreria di Transarchitettura, Deleyva Editore, 2013.

### Curatele
- Francesco Verso (a cura di), Storie dal domani : I migliori racconti Future Fiction 2014, Future Fiction – Mincione Edizioni, 2015, ISBN 9781976903403.
- Francesco Verso (a cura di), Storie dal domani 2 : I migliori racconti Future Fiction 2015, Future Fiction – Mincione Edizioni, 2017, ISBN 9781973322467.
- Francesco Verso e Roberto Paura (a cura di), Segnali dal futuro, Italian Institute for the Future / Future Fiction, 2019, ISBN 9788832077063.
- Francesco Verso e Roberto Paura (a cura di), Antropocene : L'umanità come forza geologica, Future Fiction, 2018, ISBN 9788899790127.

## Riconoscimenti
- 2004 – Finalista Premio Urania Mondadori con Antidoti umani
- 2008 – Menzione speciale Premio internazionale Mario Luzi
- 2009 – Premio Urania Mondadori con e-Doll[3]
- 2011 – Premio Italia, insieme a Sandro Battisti, per la migliore rivista non professionale, NeXT – rivista di cultura connettivista[9]
- 2012 – Finalista Premio Italia – categoria racconto su pubblicazione professionale – Sogno di un futuro di mezza estate, Kipple, Collana Avatar eCaspule 7, 2011
- 2013 – Premio Odissea con Livido[10]
- 2013 – Segnalato al Premio Robot per il racconto Il livello dell'assassino[11]
- 2014 – Trofeo Cassiopea con Livido
- 2014 – Premio Italia con Livido come miglior romanzo di fantascienza italiano
- 2014 – Premio Urania per Bloodbusters (ex aequo).[12]
- 2018 – Premio Italia – categoria miglior curatore/editor
- 2019 – premio Dragone d'oro (Zlatni Zmaj)[senza fonte]
- 2019 – European Science Fiction Society Award come Best Publisher (Future Fiction).[13]
- 2022 – European Science Fiction Society Award come miglior autore europeo di fantascienza[senza fonte]
- 2022 – European Science Fiction Society Award come miglior opera di narrativa scritta con Futurespotting[senza fonte]
- 2023 – Premio Galaxy per la diffusione della fantascienza cinese[14]